# Karl Elsener
Karl Elsener (ur. 13 sierpnia 1934 w Menzingen  – zm. 27 lipca 2010) – piłkarz szwajcarski grający na pozycji bramkarza. W swojej karierze rozegrał 34 mecze w reprezentacji Szwajcarii.

## Kariera klubowa
Swoją karierę piłkarską Elsener rozpoczął w klubie FC Winterthur. W sezonie 1953/1954 zadebiutował w jego barwach w drugiej lidze szwajcarskiej. W 1954 roku odszedł do pierwszoligowego Grasshoppers Zurych. W sezonie 1955/1956 wywalczył z Grasshoppers mistrzostwo kraju oraz zdobył Puchar Szwajcarii.
W 1958 roku Elsener został zawodnikiem FC La Chaux-de-Fonds. Grał w nim przez rok, a w sezonie 1959/1960 był zawodnikiem FC Winterthur. W 1960 roku wrócił do Grasshoppers. W latach 1963–1965 grał w FC Grenchen, a w sezonie 1965/1966 - w Lausanne Sports. Ostatnim klubem w karierze Elsenera był FC Luzern, w którym występował w latach 1966-1968.

## Kariera reprezentacyjna
W reprezentacji Szwajcarii Elsener zadebiutował 16 kwietnia 1958 roku w zremisowanym 0:0 towarzyskim meczu z Francją, rozegranym w Paryżu. W 1962 roku został powołany do kadry Szwajcarii na mistrzostwa świata w Chile. Na nich był podstawowym zawodnikiem Szwajcarii i rozegrał trzy mecze: z Chile (1:3), z RFN (1:2) i z Włochami (0:3).
W 1966 roku Elsener był w kadrze Szwajcarii na mistrzostwa świata w Anglii. Na tym turnieju wystąpił dwukrotnie: z RFN (0:5) oraz z Hiszpanią (1:2).
W kadrze narodowej od 1958 do 1966 roku Elsener rozegrał 34 mecze.